# Batalla de Kernek
La batalla de Kernek (también llamada batalla del meandro del río Samara) fue un enfrentamiento militar librado en 1223 o 1224, en que los ejércitos del naciente Imperio mongol al mando de los generales (noyan) Yebe y Subodai fueron vencidos por los guerreros de los búlgaros del Volga del kan Ilgam, quien les tendió una emboscada.

## Antecedentes

### Búlgaros
Los búlgaros del Volga habían creado un poderoso Estado en la segunda mitad del siglo VII que dominaba el área entre el mar de Azov y la cuenca del río Kubán. Al parecer, los búlgaros serían uno de los pueblos túrquicos y estarían estrechamente relacionados con los cutriguros. Mientras una parte migró a los Balcanes para formar el Primer Imperio búlgaro, el resto se movió al norte, al área entre el río Kama y Kazán. En 922, los búlgaros del Volga se convirtieron al islam, fundaron pueblos y se volvieron un centro vital del comercio entre Asia Central y Europa Oriental. Aunque sus relaciones con el Rus de Kiev fueron mayormente pacíficas durante los siglos X y XI, en el siglo XII el Principado de Vladímir-Súzdal empezó a expandirse a sus expensas y trató de monopolizar el comercio del río Volga, lo que debilitó a los búlgaros.

### Expedición mongola
Durante su campaña en el Dniéper, los generales Yebe y Subodai recibieron un mensaje del jagán Gengis Jan ordenándoles regresar al Volga, localizar a su hijo Jochi y volver todos juntos a la meseta de Mongolia.
Según el historiador John Chambers, aunque Jochi era un hábil comandante, era poco confiable por su deseo de actuar de forma independiente, su ausencia en una reunión militar con su padre y su demora en ayudar a los generales. Es posible que su padre esperara que la influencia de sus dos mejores generales lo hicieran regresar a su tierra natal, dando muestras de unidad familiar y acallando las voces de sus detractores. Jochi sólo traía un tumen (división teóricamente de 10 000 soldados) para reforzar a Yebe y Subotai, con los que se unió en la orilla oeste del Volga. El viaje de retorno les permitió reconocer los límites noroccidentales del imperio.
Durante el verano, los mongoles se dedicaron a descansar a sus soldados y caballos, enterándose de la riqueza de los búlgaros, principal motivo para entrar en su territorio. Mientras algunos cumanos debieron buscar refugio con los búlgaros y les avisaron de la nueva amenaza.

## Enfrentamiento
El combate sólo está registrado en la crónica de Ali ibn al-Athir, quien vivió en Mosul. En el texto se afirma que después de derrotar a los rusos, los mongoles marcharon contra los búlgaros, quienes prepararon varias emboscadas y luego salieron a enfrentarlos. Con una retirada fingida los búlgaros atrajeron a los mongoles a una emboscada donde los atacaron por la retaguardia y los rodearon, matando a la mayoría. Sin embargo, el texto reconoce que existe otra versión que sostiene que los mongoles eran apenas 4000 y marcharon por Saqsin para reunirse con el jagán.
Historiadores modernos han especulado que los búlgaros podían movilizar de 7000 a 10 000 hombres y que solían combatir como los nómadas de las estepas. Sus arqueros a caballo se movían hostigando las líneas enemigas para que luego sus jinetes pesados y ligeros intentaran romper por el centro o rodear por los flancos.
En la crónica no se menciona ni quién lideraba a los búlgaros ni lo grande que fue, pero el historiador A. J. Jálikov identifica al líder búlgaro como el jan Ilgam. El erudito sueco Carl Fredrick Sverdrup especuló que la batalla pudo ocurrir a inicios de 1224 y la ubica cerca de Penza. En cambio, István Zimonyi y David Nicolle la fechaban durante 1223, específicamente en verano, y Christopher P. Atwood que la batalla debió ocurrir después que los mongoles pasaron por Saqsin, en el delta del Volga. Nicolle creía que Yebe y Subotai se unieron a Jochi en el delta y juntos cruzaron el río al oeste cerca de Suvar (Suar) y poco después cayeron en la emboscada.
Sverdrup también señaló que pudo haber un segundo combate, esta vez en febrero de 1224 en Jurjan, que habría sido una victoria mongola. Algo similar teorizó Frank McLynn, afirmando que fue la vanguardia mongola la que resultó destruida en el meandro del río Samara, pero poco después Yebe y Subedai avanzaron al norte para vengarse y en algún punto al norte del Kama derrotaron a Ilgam.
Chambers especula que los búlgaros inventaron el relato de su victoria sobre los mongoles para impresionar a los rusos, quienes habían sido recientemente vencidos por ellos en el río Kalka. El historiador señala que después de esta supuesta derrota, los mongoles fueron capaces de vencer a los turcos qangli y forzarlos a pagar tributo, algo improbable en caso de una derrota devastadora. McLynn creía que los búlgaros usaron como propaganda su victoria sobre la vanguardia mongola y acallaron la información sobre su posterior derrota.

## Consecuencias
Según Sverdrup, cuando Yebe y Subotai cruzaron el Volga los mercenarios no mongoles seguramente desertaron,  así que cuando pasaron Atil y tuvieron que invernar en Dasht-I-Kipchak, territorio de los kipchak, debieron mantenerse a la defensiva. Posiblemente en aquellos momentos Jochi les envió, como mínimo, suficientes refuerzos como para someter a los locales. Los kipchak debieron intentar impedir que aquellos refuerzos llegaran pero fueron incapaces de evitar la unión de ambos contingentes mongoles. Luego atacaron a los nogay, pueblo emparentado con los turcos qangli que vivían en el Bajo Volga, dando muerte a su jan, Jotosy. Después, entre verano y otoño, se sometieron a ellos los baskires del río Ural.
Yebe murió de unas fiebres a orillas del río Emil, en la actual prefectura de Tacheng, durante el viaje de regreso a tierras mongolas. Sin embargo, Sverdrup creía que el general mongol murió antes, cuando se les sometieron los baskires. Por su parte, Jochi se quedó en las llanuras al norte del mar de Aral hasta su muerte.
Su compañero, Subedei, se presentó ante el jagán a finales del verano de 1224. Había recorrido más de 6500 kilómetros en cuatro años, lejos de territorio amigo y sin posibilidades de retirada, venciendo en una decena de grandes batallas. Sin embargo, Yebe y otro oficial veterano, Borkat, murieron y de los posiblemente 10 000 mongoles que partieron en la expedición, sólo 4000 sobrevivieron. Según McLynn la idea de una gran derrota mongola sólo sería una leyenda que ha seducido a muchos historiadores con el paso del tiempo. Para él, esta derrota no sería sino que un contratiempo menor. El historiador holandés Leo de Hartog no dio números, pero señalaba que los dos tumenes estaban agotados. Sverdrup señala que todo número sobre los combatientes y las bajas de cualquiera de los bandos es sólo suposición.
Probablemente Kernek fue la única derrota de la expedición y una humillación para Subedei, quien se vengó una década después, en 1236 ó 1237 atacó a los búlgaros con 30 000 jinetes y los destruyó. Después ayudó en la conquista del Rus de Kiev.

### Primaria
Los libros son citados en números romanos y capítulos y párrafos en números arábigos. Entre paréntesis se usaron los apellidos de los editores o traductores de las ediciones usadas para indicar las páginas. 
- Ali ibn al-Athir. La historia completa. En Richards, D. S. (2016). The Chronicle of Ibn al-Athir for the Crusading Period from al-Kamil fi'I-Ta'rikh. The Years 589-629/1193-1231: The Ayyubids after Saladin and the Mongol Menace (en inglés) III. Londres: Routledge.
- Ata-Malik Juvaini. Historia del conquistador del mundo. En Boyle, John Andrew (1958). The History of the World-Conqueror (en inglés) I. Cambridge: Harvard University Press.
- Minhaj-i Siraj Juzjani. Una historia general de las dinastías mahometanas de Asia. En Raverty, H. G. (1970). Tabakat-I-Nasiri (en inglés) II. Nueva Delhi: Oriental Books Reprint Corporation.

### Moderna
- Atwood, Christopher (2004). Encyclopedia of Mongolia and the Mongol Empire (en inglés). Nueva York: Facts On File, Inc. ISBN 978-1-4381-2922-8.
- Chambers, James (1979). The Devil's Horsemen: The Mongol Invasion of Europe (en inglés). Nueva York: Atheneum.
- De Hartog, Leo (2004). Genghis Khan. Conqueror of the World (en inglés). Londres: Tauris. ISBN 9781860649721.
- Grousset, René (1970). The Empire of the Steppes: A History of Central Asia (en inglés). Londres: Rutgers. Traducción francés-inglés por Naomi Walford. ISBN 0-8135-0627-1.
- Jackson, Peter (2017). The Mongols and the Islamic World: From Conquest to Conversion (en inglés). Londres: Yale University Press. ISBN 9780300125337.
- Jálikov, Alfred Jasánovich (1994). Монголы, татары, Золотая Орда и Булгария (en ruso). Kazán: Feng & Academia de Ciencias de la República de Tartaristán.
- Man, John (2014). The Mongol Empire: Genghis Khan, His Heirs and the Founding of Modern China (en inglés). Londres: Transworld. ISBN 9781448154647.
- Maiorov, Alexander V. (2022). «The Mongol conquest of Rus'».  En Timothy May; Michael Hope, ed. The mongol world (en inglés). Nueva York: Routledge. pp. 164-182. ISBN 978-1-138-05667-1.
- May, Timothy (2022). «The conquest of the Dasht-i Quipchaq».  En Timothy May; Michael Hope, ed. The mongol world (en inglés). Nueva York: Routledge. pp. 150-163. ISBN 978-1-138-05667-1.
- McLynn, Frank (2015). Genghis Khan: his conquests, his empire, his legacy (en inglés). Boston: Da Capo Press. ISBN 978-0-306-82395-4.
- Nicolle, David; Shpakovskiĭ, Vi︠a︡cheslav Olegovich (2001). Kalka River 1223: Genghiz Khan’s Mongols Invade Russia (en inglés). Oxford: Osprey. ISBN 9781841762333.
- Nicolle, David; Shpakovskiĭ, Vi︠a︡cheslav Olegovich (2013). Armies of the Volga Bulgars & Khanate of Kazan: 9th–16th Centuries (en inglés). Oxford: Osprey. ISBN 9781782000808.
- Sverdrup, Carl F. (2017). The Mongol Conquests: The Military Campaigns of Genghis Khan and Sübe'etei (en inglés). Amherst: Helion & Company. ISBN 978-1913336059.
- Zimonyi, István (1985). «The First Mongol Raids against the Volga Bulgars».  En Gunnar Jarring; Steffan Rosén, ed. Altaistic Studies. Papers at the 25th Meeting of the Permanent International Altaistic Conference at Uppsala June 7-11 1982 (en inglés). Estocolmo: Almqvist & Wiksell International. pp. 197-204. ISBN 91-7402-147-8.
- Zimonyi, István (2007). History of the Turkic speaking peoples in Europe before the Ottomans (en inglés). Upsala: Institute of Linguistics and Philology (Uppsala University).